# Team HTC-Highroad
Team HTC-Highroad (UCI Team Code: THR) — колишня американська професійна шосейна велосипедна команда.
У команді виступали велогонщики різного профілю: Марк Кевендіш, який є одним з найкращих спринтерів на сьогоднішній день, Кім Кірхен, двічі потрапляв в десятку генерального заліку Тур де Франс, триразовий чемпіон світу в «обробленні» Майкл Роджерс.